# Obere Mühle und Elektrizitätswerk Schloss

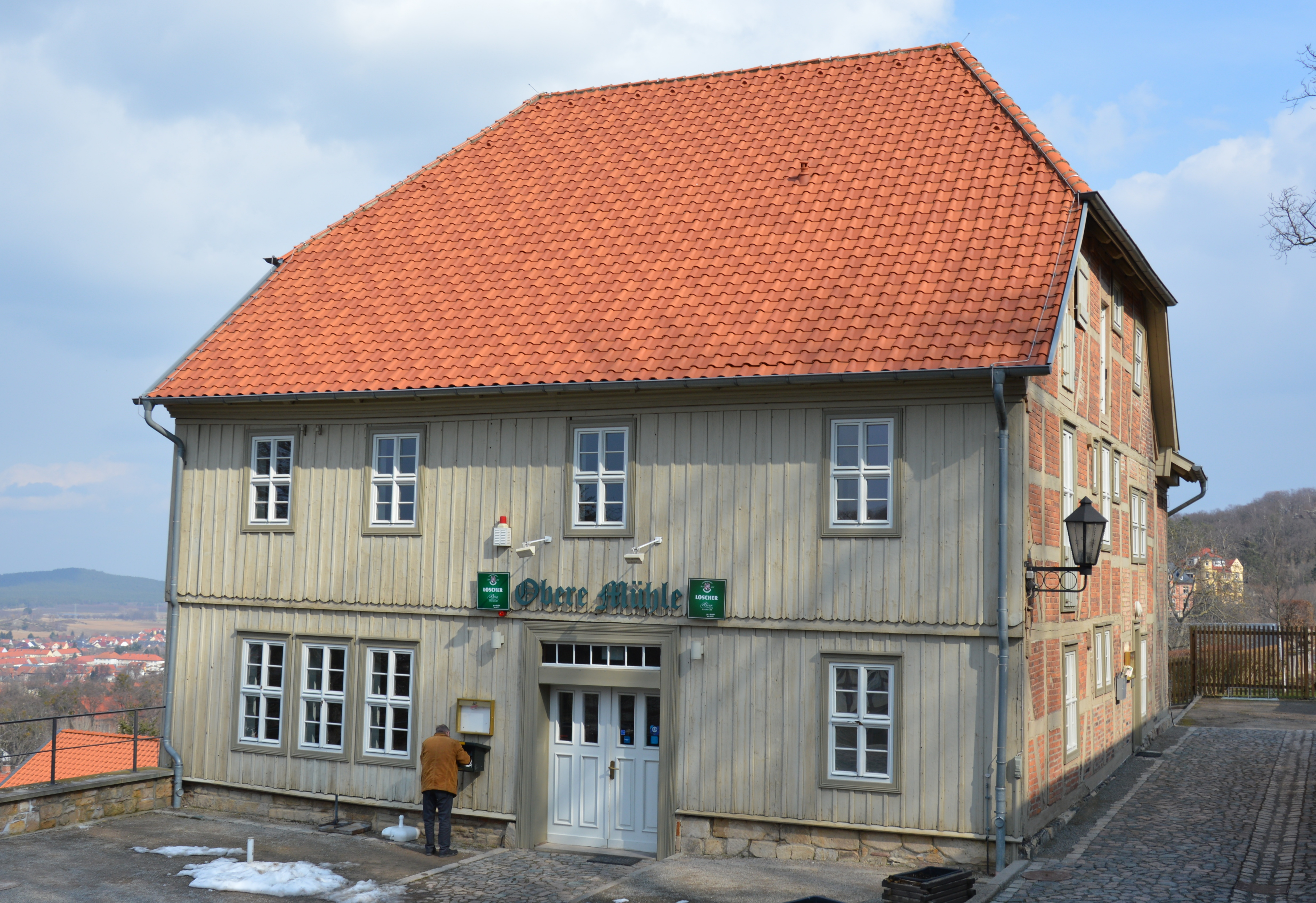
Obere Mühle, 2018, Stempelstelle links vom Eingang

Die Obere Mühle und Elektrizitätswerk Schloss ist eine denkmalgeschützte historische, heute gastronomisch genutzte Wassermühle in der Stadt Blankenburg (Harz) in Sachsen-Anhalt.

## Lage
Sie befindet sich nordöstlich unterhalb des Schloss Blankenburg (Harz), oberhalb der Blankenburger Altstadt an der Adresse Schlossberg 2. Unmittelbar vor dem Haus befindet sich die Stempelstelle 78 Barocke Gärten der Harzer Wandernadel.

## Architektur und Geschichte

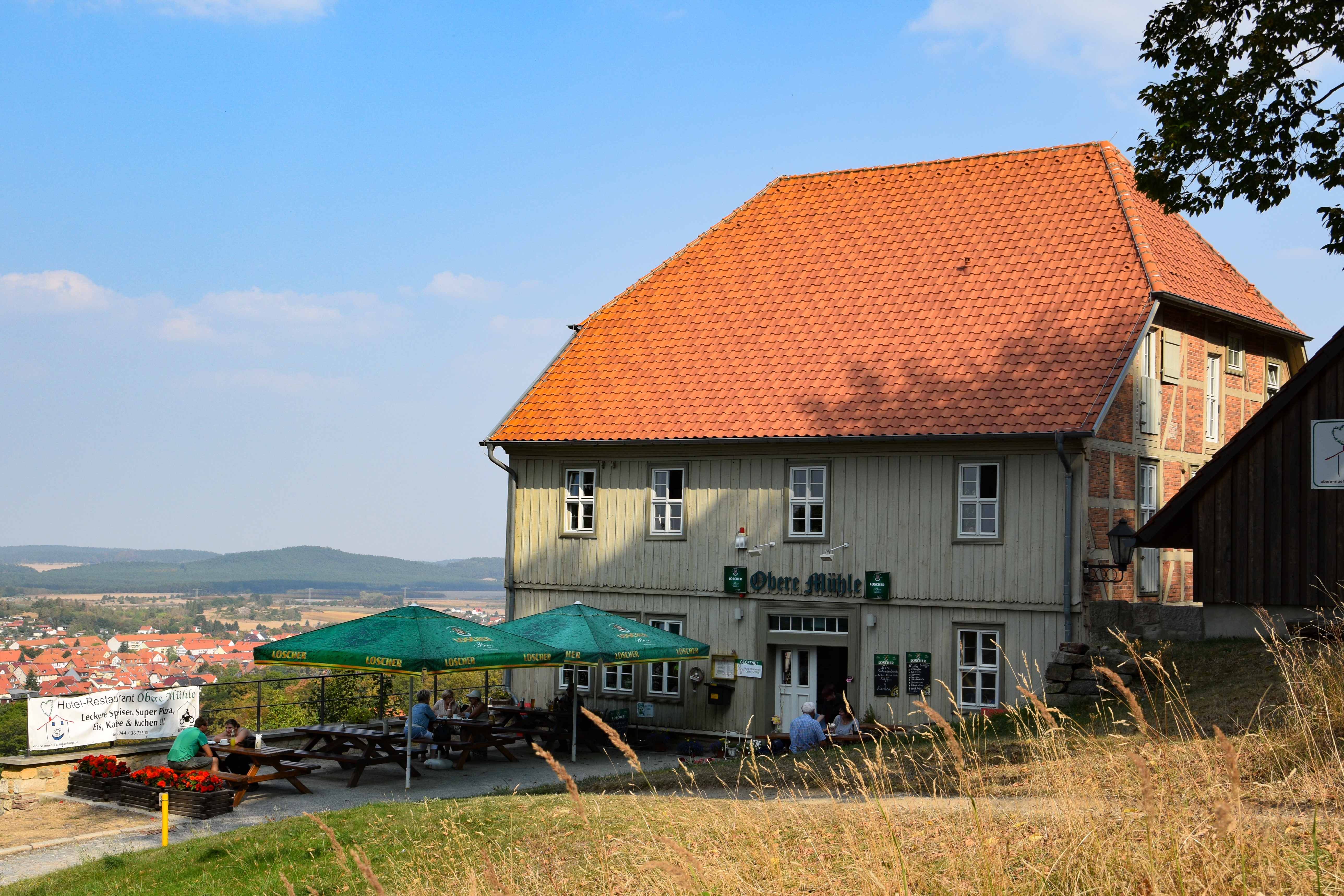
Obere Mühle mit Außengastronomiebetrieb im Jahr 2016

Eine erste urkundliche Erwähnung der Oberen Mühle ist aus dem Jahr 1453 überliefert. Von ursprünglich zumindest zwölf Wassermühlen in Blankenburg und der näheren Umgebung ist die Obere Mühle neben der Münzmühle eine von nur zwei erhaltenen Mühlen. Die Obere Mühle ist aufgrund ihres hoch gelegenen Standorts weithin sichtbar. Angetrieben wurde sie durch den künstlich angelegten Mühlbach. Um 1717 wurde ein barockes Mühlenanwesen als herrschaftliche Mühle bezeichnet. Umbauten am Mahlwerk waren dann bis ins 19. Jahrhundert erfolgt, 1855 erfolgte der Einbau einer Wasserturbine. Als reine Getreidemühle blieb sie bis 1928 in betrieb. Das zweigeschossige Mühlenhaus ist in Fachwerkbauweise errichtet, zum Teil vertikal verbrettert und mit einem Walmdach bedeckt.
Etwa Anfang des 21. Jahrhunderts erfolgte eine Sanierung der Mühle. Derzeit wird sie gastronomisch genutzt. 
Im örtlichen Denkmalverzeichnis ist die Mühle unter der Erfassungsnummer 094 25257 als Baudenkmal verzeichnet.